# Pycnoflatsor annae
Pycnoflatsor annae är en stekelart som beskrevs av Narolsky och Schonitzer 2001. Pycnoflatsor annae ingår i släktet Pycnoflatsor och familjen brokparasitsteklar. Inga underarter finns listade i Catalogue of Life.